# Minor Hill
Minor Hill es una ciudad ubicada en el condado de Giles en el estado estadounidense de Tennessee. En el Censo de 2010 tenía una población de 678 habitantes y una densidad poblacional de 152,02 personas por km².

## Geografía
Minor Hill se encuentra ubicada en las coordenadas 35°2′25″N 87°10′12″O / 35.04028, -87.17000. Según la Oficina del Censo de los Estados Unidos, Minor Hill tiene una superficie total de 4.46 km², de la cual 4.46 km² corresponden a tierra firme y (0%) 0 km² es agua.

## Demografía
Según el censo de 2010, había 678 personas residiendo en Minor Hill. La densidad de población era de 152,02 hab./km². De los 678 habitantes, Minor Hill estaba compuesto por el 76.7% blancos, el 1.33% eran afroamericanos, el 0% eran amerindios, el 0.15% eran asiáticos, el 0% eran isleños del Pacífico, el 0.74% eran de otras razas y el 0.29% pertenecían a dos o más razas. Del total de la población el 0.88% eran hispanos o latinos de cualquier raza.